# Henry Brougham
Lord Brougham, Henry Peter Brougham, 1º Barão de Brougham e Vaux, PC, FRS (Edimburgo, 19 de setembro de 1778 — 7 de maio de 1868) foi um político e Lord Chancellor da Grã-Bretanha.

## Biografia
Educado na Universidade de Edimburgo, Brougham atuou na bar escocesa (a partir de 1800) e ajudou a fundar a The Edinburgh Review (1802), e foi um escritor prolífico para a revista por quase 40 anos. Ele também escreveu para o The Times e o Morning Chronicle. Em suas primeiras atividades políticas e em seu livro Colonial Policy of European Powers (1803), ele atacou o tráfico de escravos e eventualmente se associou à ala esquerda do Partido Whig. Apreensivos com seu forte individualismo, no entanto, os líderes do partido esperaram até 1810 antes de obter sua eleição para a Câmara dos Comuns.
Entrou para o Parlamento, com a cadeira por Camelford. Dois anos depois, ele escolheu se candidatar por Liverpool, mas seu apoio à abolição da escravidão levou à sua derrota. Ele entrou na Câmara dos Comuns novamente em 1815 como membro de Winchilsea.
Chamado para a bar inglesa em 1808, Brougham serviu como consultor jurídico da Princesa (depois Rainha) Carolina, a quem ele e Thomas Denman (mais tarde lorde chefe de justiça) defenderam com sucesso em uma ação de anulação iniciada em 1820 por seu marido, o Rei Jorge IV.
Patrocinou o Projeto de Lei de Educação Pública de 1820; continuou a fazer discursos antiescravistas; defendeu a reforma parlamentar; e fez um discurso agora famoso (7 de fevereiro de 1828) que deu direção à reforma do processo civil inglês mais tarde no século XIX. Durante a década de 1820, ele ajudou a fundar não apenas a Universidade de Londres, mas também a Society for the Diffusion of Useful Knowledge, destinada a tornar bons livros disponíveis a preços baixos para a classe trabalhadora.
Criado como Barão de Brougham e Vaux, Brougham ocupou o cargo de lorde chanceler do Gabinete de 22 de novembro de 1830 a 11 de novembro de 1834, sob dois primeiros-ministros, o 2º Conde Grey e o 2º Visconde Melbourne. Ele foi amplamente responsável pelo estabelecimento do tribunal criminal central em Londres e do comitê judicial do Conselho Privado. Ele acelerou muito os procedimentos de equidade, inspirou a legislação posterior para um sistema de tribunais de condado e foi um líder em forçar o Ato de Reforma Parlamentar de 1832 através da Câmara dos Lordes. Iniciou a reforma do sistema legal na Inglaterra e no País de Gales. No entanto, ele era desconfiado por muitos colegas que suspeitavam que ele se autopromovesse às custas das políticas Whig. Depois que o ministério de Lord Melbourne caiu em 1834, ele nunca foi renomeado para um cargo público. De 1841 em diante, Brougham se associou aos Tories. Na década de 1840, ele pediu a revogação das Leis do Milho (impostos de importação sobre grãos). Durante a revolta de 1848 na França, ele tentou sem sucesso obter a cidadania francesa e uma cadeira na Assembleia Nacional.
Ao longo de sua carreira, Brougham preferiu fazer campanha em questões particulares em vez de se conformar à disciplina partidária. Ele era mais conhecido por seu apoio à educação estatal em massa, como vice-presidente da British and Foreign School Society. Ele também incentivou a educação de adultos por meio dos Institutos de Mecânica e ajudou a estabelecer o University College, em Londres.

Brougham passou grande parte dos últimos 30 anos de sua vida em Cannes, no Mediterrâneo francês. Brougham, a primeira carruagem de quatro rodas projetada para ser puxada por apenas um cavalo, foi projetada por ele.